# Dawid (Macharadze)
Dawid, imię świeckie Irakli Macharadze (ur. 3 lutego 1960 w Tbilisi) – gruziński duchowny prawosławny, od 2000 metropolita alawerdzki.

## Życiorys
23 listopada 1988 otrzymał święcenia diakonatu, a 25 grudnia tegoż roku – prezbiteratu. 24 maja 1992 otrzymał chirotonię biskupią. 28 listopada 2000 podniesiony został do godności metropolity.